# Східно-Сибірське генерал-губернаторство
Східносибірське генерал-губернаторство (рос. Восточно-Сибирское генерал-губернаторство) — адміністративна одиниця Російської імперії, що існувала у Східному Сибіру в 1822—1884 роках.

## Історія

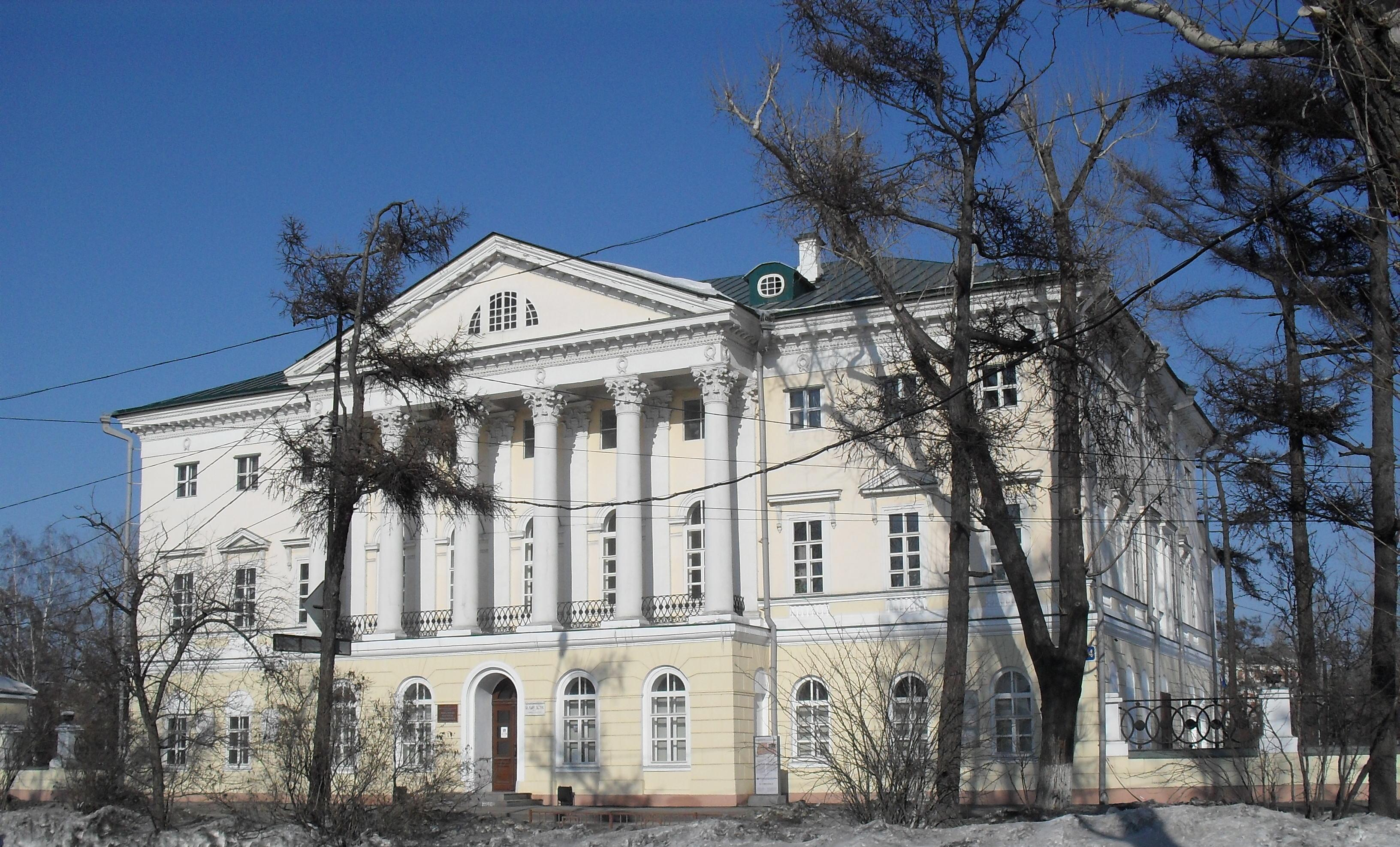
Білий дім в Іркутську — резиденція Східно-Сибірського генерал-губернатора

Генерал-губернаторство створене 3 серпня 1822 року указом імператора Олександра I за пропозицією Михайла Сперанського. Утворене при поділі Сибірського генерал-губернаторства.
16 червня 1884 року указами Олександра III було поділене на Іркутське та Приамурське генерал-губернаторства.
Населення складало близько 1,5 мільйона осіб.

## Адміністративний поділ
Голова Східно-Сибірського генерал-губернаторства, генерал-губернатор, призначався імператором. Центром генерал-губернаторства було місто Іркутськ.
До складу генерал-губернаторства входили:
- Єнісейська губернія
- Іркутська губернія
- Приморська область (з 14 листопада 1856)
- Якутська область
- Забайкальська область
- Кяхтинське градоначальництво

## Генерал-губернатори
| Ім'я                            | Титул, чин, звання                         | На посаді                                                                             |
| ------------------------------- | ------------------------------------------ | ------------------------------------------------------------------------------------- |
| Лавинський Олександр Степанович | дійсний статський радник                   | 22 липня 1822 — 6 грудня 1833                                                         |
| Сулима Микола Семенович         | генерал-лейтенант                          | 6 грудня 1833 — 28 вересня 1834                                                       |
| Броневський Семен Богданович    | генерал-лейтенант                          | 28 вересня 1834 — 6 грудня 1835 (виконувач обов'язків) 6 грудня 1835 — 29 липня 1837  |
| Руперт Вільгельм Якович         | генерал-лейтенант                          | 30 липня 1837 — 29 червня 1847                                                        |
| Муравйов Микола Миколайович     | генерал-ад'ютант, генерал від інфантерії   | 5 вересня 1847 — 6 грудня 1849 (виконувач обов'язків) 6 грудня 1849 — 19 лютого 1861  |
| Корсаков Михайло Семенович      | генерал-лейтенант                          | 19 лютого 1861 — 19 квітня 1864 (виконувач обов'язків) 19 квітня 1864 — 21 січня 1871 |
| Синельников Микола Петрович     | генерал від кавалерії                      | 21 січня 1871 — 14 грудня 1873                                                        |
| Фредерікс Платон Олександрович  | барон, генерал-ад'ютант, генерал-лейтенант | 14 грудня 1873 — 10 серпня 1879                                                       |
| Анучин Дмитро Гаврилович        | генерал-лейтенант                          | 7 грудня 1879 — 16 червня 1884                                                        |